# إل أبرا
إل أبرا، (بالإسبانية: El Abra)، هو الاسم الذي أطلق على موقع أثري شاسع، يقع في الوادي الذي يحمل نفس الاسم. يقع إل أبرا في شرق بلدية زيباكيرا التي تمتد إلى الجزء الغربي من توكانسيبا في مقاطعة كونديناماركا، كولومبيا. إن سلسلة المآوى الصخرية التي يبلغ طولها عدة مئات من الأمتار تقع في شمال "سافانا بوغوتا" في منطقة "هضبة كونديبوياسينسي"، النطاقات الشرقية من جبال الأنديز الكولومبية على ارتفاع 2,570 متر (8,430 قدم). نظام الإيواء الصخري والكهوف، هو واحد من أول الأدلة على الاستيطان البشري في الأمريكتين، يرجع تاريخها إلى 12400 سنة أي 160 سنة قبل الحاضر (ق.ح.). وقد استخدم الموقع صيّادو وجامعو الثمار خلال حقبة البليستوسيني المتأخر.

## أصل الاسم
اسم إل أبرا، مأخوذ من مستعمرة كبيرة من المستعمرات الإسبانية توجد في سفح الجزء الغربي من تكوين الصخور. أيضا، يمكن الوصول إلى الجانب الشرقي من الأحجار الرملية البارزة. و يقع تنظيم أنشطة التسلق في منطقة الروكا دي سيفيلا هذه.

## علم الطبقات
أجريت أولى البحوث في هذا الموقع في عام 1967، وحددت طبقات الأدوات الليثرية والعظام والفحم النباتي بواسطة تأريخ الكربون المشع، تاريخ الإستيطان الذي كان حوالي 12400 سنة أي تقريبا سنة 160 قبل الحاضر.

## البحث الأثري
في أواخر الستينات، اشتركت جامعة إنديانا في بحث أعمق. في عام 1970، اكتشفت المؤسسة الهولندية للنهوض بالأبحاث المدارية، أربعة مواقع جديدة للمرحلة التمهيدية، كما سمح تحليل رواسب اللاكوسترين بفهم أكثر دقة للبالوكليمات والنباتات.

### مرحلة فوكين الباردة
ملعب فوكين، ويسمى نسبة لبحيرة فوكوين، بالقرب من القرية التي تحمل نفس الاسم، يرجع تاريخه من 15000 إلى 12500 سنة، تتميز بمناخ بارد ونباتات نموذجية للنظم الإيكولوجية للبارامو والأدوات الحجرية.

### مرحلة غوانتيفا الحارة
منذ حوالي 12500 سنة، سمح الارتفاع التدريجي لدرجات الحرارة بعودة غابات الأنديز السحابية واستيطان العديد من أنواع الحيوانات، مما جعل الصيد أسهل. تسمى المصنوعات اليدوية في تلك الفترة أبرينس وتضم كل من : المصنوعات بحجر الصوان، وقطع القص والقطع . نظرًا لأن المناخ كان أكثر اعتدالًا، تم التخلي عن نظام الكهوف تدريجياً.

### مرحلة تيبيتو الباردة
تظهر الحفريات في هذه الفترة، بالقرب من توكانسيبا في تيبيتو، والتي يرجع تاريخها إلى سنة 11400 قبل الحاضر ، أدوات صغيرة وأدوات عظمية وبقايا حيوانات البليستوسين الضخمة، مثل الصناجة (بالإنجليزية: Haplomastodon waringi)، والحصان الأميركي، كانت تستعمل في حفلات وطقوس غابرة.

### مرحلة إل أبرا الباردة
يعود تاريخها إلى سنة 11400 قبل الحاضر، وتميزت بتبريد جديد للمناخ، وكساد الغابات، وفترة أخيرة من مد الجليد. ومن هذه الفترة يظهر الموقع الأثري لتكينداما في سواشا أدوات ليثرية (أدوات تكيندامس) ذات تصنيع أكثر سلاسة، والعديد منها مصنوع بمواد جلبت إلى هذا المكان من وادي نهر ماجدالينا، مثل الكوارتزيت. في تيكينداما، تم الكشف عن أدلة على تريبة وتدجين الكابياء الخنزيرية.

### الهولوسين
حوالي 10000 سنة قبل الميلاد، انتهى آخر دور جليدي، وظهرت غابات الأنديز مرة أخرى. وتظهر الأدوات الليثوية ارتفاعا في أنشطة التذكر، مع استهلاك القوارض والخضروات، وكميات أقل من الحيوانات الكبيرة التي يتم اصطيادها. تم التخلي تدريجيا عن كهوف إيل أبرا، في حين أن أماكن الإيواء الصخرية القريبة الأخرى مثل نيموكون ومستوطنات المنطقة المفتوحة كشيكولا كانت مأهولة بالسكان.

### اجوازوك
في أغوازوك، حوالي 5000 قبل الميلاد، ، أنشئت الزراعة على مدرجات مرتفعة، ويمكن ملاحظة وجود أدوات الطحن الحجرية مقترنة بعادات التنقل. أجهزة أبريانس اختفت ولم تعد موجودة.

## السياحة
في حين أن الوصول إلى الجزء الغربي من زيباكيرا من التشكيل الصخري محدود لأنه يقع على أراضي خاصة، فإن المنطقة الشرقية في توكانسيبا يمكن الوصول إليها، وتم تشييد حوالي 20 طريق تسلق بالفعل. والتسلق متفاوت، ولكنه أكثر تحديا من طرق سويسكا الشهيرة، بسبب الطابع الزائد للتشكيل.

### فهرس
- غوميز مايا، خوليانا 2012، تحليل علامات إجهاد العظام في مجموعات الهولوسين الأوسط والمتأخر في بوغوتا سافانا، كولومبيا، المجلة الكولومبية للأنثروبولوجيا عدد 48، صفحة 143-168